# Norra Bredåker
Norra Bredåker är en tätort i Bodens kommun, belägen i Överluleå socken vid Luleälvens norra strand, ungefär 20 km nordväst om Boden. Orten var av SCB klassad som småort till 2023, då den klassade som tätort sammanvuxen med småorten Österåker.
r
Broförbindelse finns här till det på andra sidan älven belägna Södra Bredåker. Övre Bredåker ligger 4 km uppströms älven.
Hela Bredåker har ett väl etablerat byarbete med Bredåkersveckan varje år då det arrangeras bland annat fotbollsmatcher och pubafton. Intill orten ligger Kusträsk skjutfält.

## Befolkningsutveckling
| Befolkningsutvecklingen i Norra Bredåker 1960–2023                           | Befolkningsutvecklingen i Norra Bredåker 1960–2023 | Befolkningsutvecklingen i Norra Bredåker 1960–2023 | Befolkningsutvecklingen i Norra Bredåker 1960–2023 | Befolkningsutvecklingen i Norra Bredåker 1960–2023 |
| ---------------------------------------------------------------------------- | -------------------------------------------------- | -------------------------------------------------- | -------------------------------------------------- | -------------------------------------------------- |
|                                                                              |                                                    |                                                    |                                                    |                                                    |
| År                                                                           |                                                    |                                                    | Folkmängd                                          | Areal (ha)                                         |
| 1960                                                                         | 1960                                               |                                                    | 221                                                |                                                    |
| 1990                                                                         | 1990                                               |                                                    | 254                                                | 57                                                 |
| 1995                                                                         | 1995                                               |                                                    | 148                                                | 38#                                                |
| 2000                                                                         | 2000                                               |                                                    | 125                                                | 37#                                                |
| 2005                                                                         | 2005                                               |                                                    | 137                                                | 37#                                                |
| 2010                                                                         | 2010                                               |                                                    | 130                                                | 37#                                                |
| 2015                                                                         | 2015                                               |                                                    | 125                                                | 37#                                                |
| 2020                                                                         | 2020                                               |                                                    | 126                                                | 37#                                                |
| 2023                                                                         | 2023                                               |                                                    | 210                                                | 64                                                 |
| Anm.: Upphörde som tätort 1965. Sammanvuxen 2023 med Österåker # Som småort. |                                                    |                                                    |                                                    |                                                    |